# النصلة (يريم)

تعديل مصدري - تعديل

النصلة محلة تابعة لقرية بلسان، التابعة لعزلة عبيدة بمديرية يريم إحدى مديريات محافظة إب في الجمهورية اليمنية.، بلغ تعداد سكانها 53 حسب تعداد اليمن لعام 2004.